# Islam au Mozambique

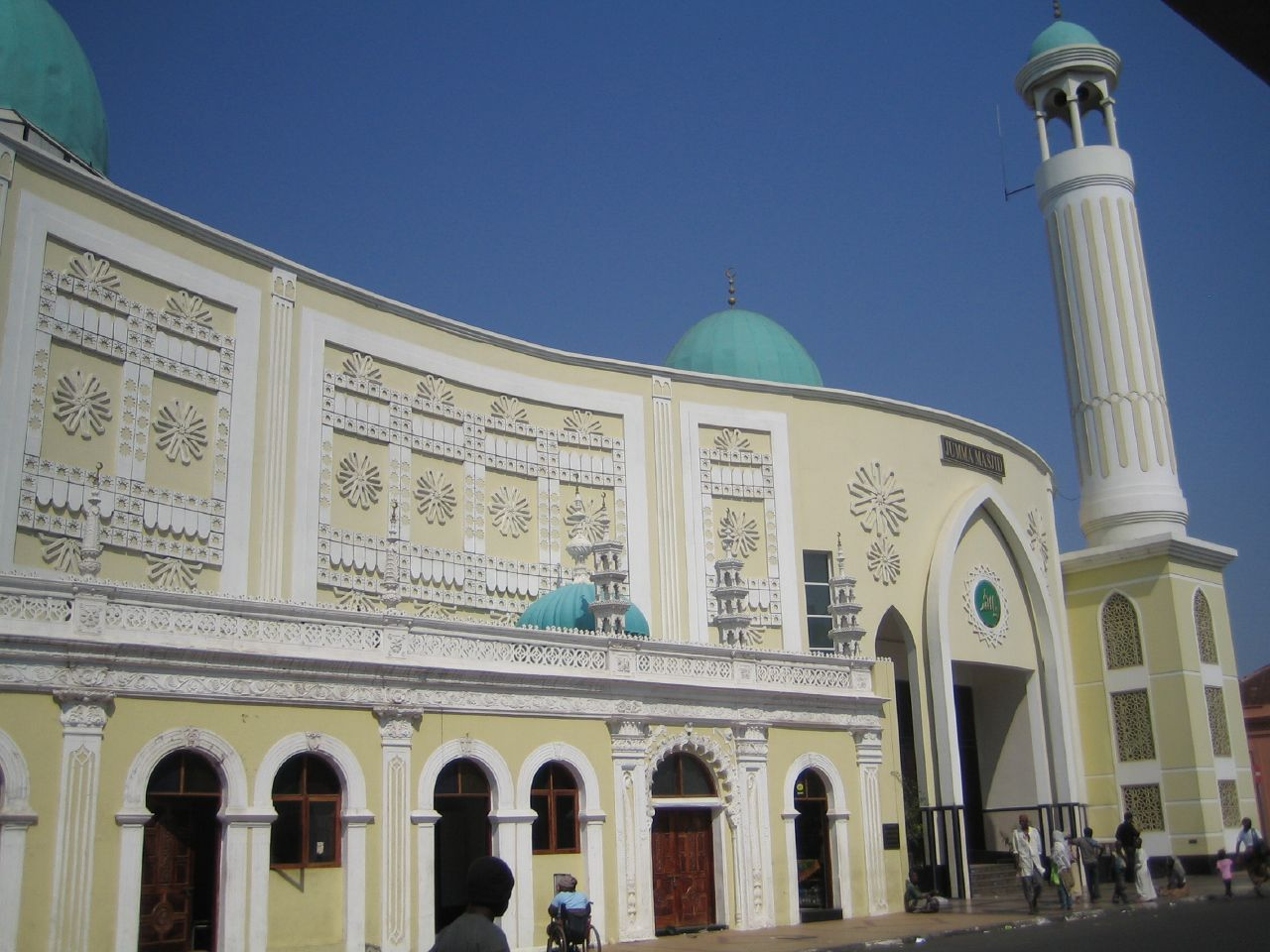
La mosquée de Maputo

Au Mozambique, l’islam compte environ 4 millions d'adeptes, soit 17,9 % de la population. La plupart des musulmans mozambicains sont sunnites d'obédience chaféite et de spiritualité soufie, mais on recense aussi des chiites duodécimain et ismaéliens. Ces musulmans sont principalement des autochtones, ou des immigrés d’Asie du Sud, surtout d’Inde et du Pakistan. Il existe aussi un petit nombre de musulmans émigrés d'Afrique du Nord et du Moyen-Orient. 
Deux provinces du nord du Mozambique ont une population majoritairement musulmane : Niassa (61 %) et Cabo Delgado (54 %). 
Le Mozambique est membre de l'Organisation de la coopération islamique depuis 1994. 

## Histoire

### Arrivée de l'islam et sultanat de Kilwa
L'arrivée de l'islam en Mozambique date du Xe siècle, lorsque des musulmans établirent de petits émirats sur la côte d'Afrique de l'Est en vue du commerce avec la péninsule Arabique. Depuis la fondation du sultanat de Kilwa au Xe siècle par Ali ibn al-Hassan Shirazi, l'islam est devenue une religion majeure dans la région.
L'ancienne cité portuaire de Sofala était l'un des plus importants centres de commerce de la côte du Mozambique. Il était réputé pour le commerce de l'ivoire, du bois, des esclaves, de l'or et du fer, qui transitaient vers le Moyen-Orient et l'Inde. Sofala et la plupart de la côte du Mozambique faisaient partie du sultanat de Kilwa, depuis l'arrivée arabe jusqu'à la conquête portugaise en 1505. Dans le Nord du pays surtout, l'islam était bien établi et très organisé.
Pendant la période de la dynastie omanite Al Bu Saïd, les marchands d'esclaves musulmans étendirent leur zone de commerce le long de la côte, vers le Sud. Il semble que tous les habitants de ces villes côtières étaient musulmans avant l'arrivée des Portugais au XVIe siècle.

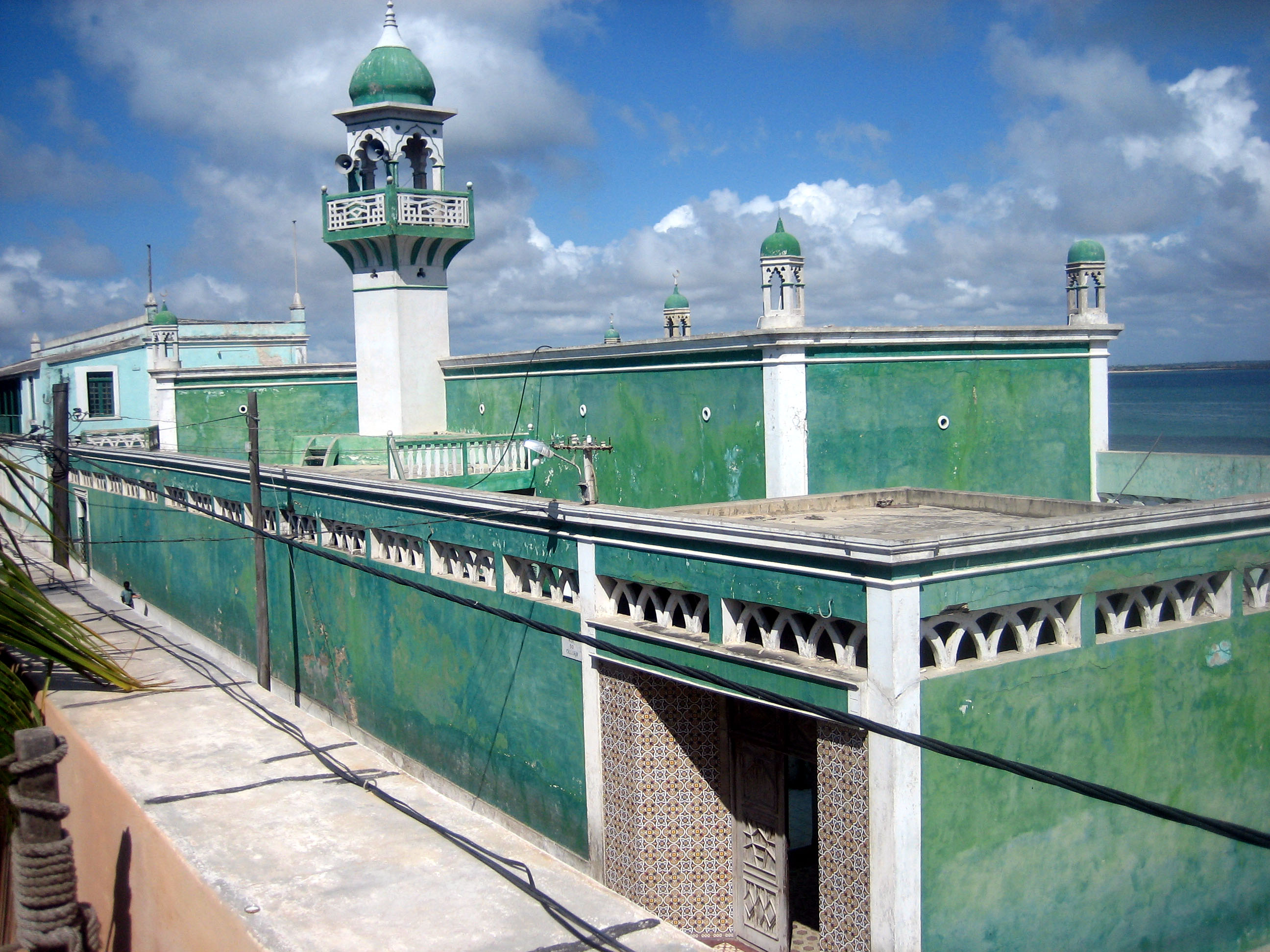
Une mosquée sur l'île de Mozambique

### Colonisation portugaise
Pendant la période coloniale, les musulmans sont victimes de nombreuses persécutions de la part des Portugais, notamment animés par un esprit de revanche de l'occupation musulmane du Portugal pendant plusieurs siècles. Quand la ville de Dambararé tombe aux mains des Portugais, les Indien musulmans restent tout de même autorisés, en 1727, à pratiquer le commerce, mais se voient interdire la possession d'esclaves. L'année suivante, les musulmans furent interdits de convertir des autochtones ou de vendre des esclaves baptisés. Mais ces lois étaient impossibles à mettre en œuvre réellement. Vers 1736, l'archevêque du Mozambique se plaignait du nombre de conversions d'Africains à l'islam aux dépens des conversions au christianisme.
On estime qu'il y avait au début du siècle 15 000 musulmans à Cap Delgado, et 20 000 sur l'île de Mozambique, côte exceptée. En 1852, le gouverneur du Mozambique s'étonnait de la grande progression de l'islam à l'intérieur des terres. Il semble que dans les années 1880, la majorité des chefs Yao avaient embrassé l'islam. Les raisons du succès de l'islam sont complexes, mais le commerce entre peuples de l'intérieur du pays et musulmans des côtes a certainement joué un rôle important, de même que l'oppression portugaise. Au début du  XXe siècle, il existait 15 mosquées et 10 écoles coraniques dans l'ancienne région d'Angoche.
Les confréries soufies ne sont pas arrivées dans le pays avant la fin du XIXe siècle. La qadiriyya, par exemple, s'y est établie en 1904. Elle se développa et se scinda ensuite en de nombreuses branches. À cette époque et jusque dans les années 1960, l'islam était très peu organisé. Sa grande diversité suscita des tensions et des conflits. La pratique de l'islam se faisait sans clergé, de façon peu rigoureuse. La circoncision était courante, mais les prières étaient mal récitées, et l'assiduité à la mosquée était faible. Plus tard, dans les années 1950, la population musulmane a été évaluée entre 700 000 à un million de personnes sur une population totale d'environ 6 millions de Mozambicains. Dans les années 1960, l'isolation des musulmans du Mozambique prit fin, car des étudiants allaient en Tanzanie et dans la péninsule arabe pour recevoir une éducation islamique.
Au cours de la période portugaise de l'Estado Novo, entre 1926 et 1974, le catholicisme devint la religion dominante par un concordat entre le gouvernement mozambicain et le Vatican. Cela aboutit à une « politique de tracasseries » envers les musulmans. L'État colonial, sentant les risques de révoltes, finança des dizaines de hadj, coopta des chefs musulmans et réhabilita des mosquées. Ce n'est qu'avec la guerre d'indépendance que l'état minora son opposition à l'islam et chercha à coopérer avec lui pour éviter des alliances entre musulmans et mouvements politiques dissidents.
Par ailleurs, dans les années 1950 et 1960, de vives tensions existaient entre les courants soufis et les réformateurs wahhabites apparus eux aussi à la fin du XIXe siècle. En 1971, un discours du cheikh wahhabite Magira dénonçant le mawlid et le sanctuaire Sofala du centre du pays fit date par les tensions qu'il provoqua. La progression du wahhabisme s'arrêta globalement avec l'indépendance.

### Indépendance
Après l'indépendance en 1975, les autorités musulmanes qui avaient collaboré avec l'État colonisateur furent discréditées. Le FRELIMO, marxiste, parvint au pouvoir, formant un parti-État. Le régime du FRELIMO se caractérisa par une hostilité forte envers les religions en général. Certaines associations musulmanes furent interdites en 1976 en raison de leur collaboration avec l'occupant passé. En 1977, le pouvoir commença à propager l'athéisme, attaquant directement les croyances musulmanes. L'enseignement du Coran fut interdit aux enfants. Cette politique anti-religieuse fut désastreuse et aboutit à des révoltes. En 1982, d'autres associations musulmanes furent interdites, et la pratique religieuse fut strictement cantonnée à la mosquée. 
En 1981, lorsque le FRELIMO infléchit sa politique anti-religieuse, il créa un Conseil islamique du Mozambique que les wahhabites s'approprièrent, dénigrant du même coup les courants soufis, majoritairement favorables à la RENAMO. Ces derniers créèrent alors le Congrès Islamique du Mozambique deux ans plus tard. Depuis lors, les deux organisations vivent dans une hostilité profonde. À partir de 1989, la libéralisation du pays a conduit à une explosion générale de la pratique religieuse, et consécutivement à un regain de tensions. À la fin de la guerre en 1992, de nouvelles organisations religieuses chrétiennes et musulmanes ont cherché à convertir les habitants. Jusqu'alors, le schéma général était que les musulmans occupaient le Nord du pays et les chrétiens, surtout catholiques, le sud. Ces nouvelles organisations et les conversions consécutives ont inquiété les uns et les autres. 
Une autre conséquence de la libéralisation de 1989 est que la religion s'est politisée. En 1993, un premier parti politique musulman est apparu, le Parti indépendant du Mozambique. Avec 1 % d'intentions de vote, il put en 1994 faire entrer un député au parlement. Mais globalement, les musulmans ont préféré entrer dans les partis aconfessionnels, notamment du fait des divisions au sein de l'islam. En 1995, les musulmans demandèrent deux jours fériés correspondant à leur religion. Finalement, leur demande n'aboutit pas, et provoqua une intense polémique. Globalement, les années 1980-1990 ont vu un retournement de la situation de l'islam dans la société mozambicaine, passant progressivement d'une religion fortement opprimée à une reconnaissance cordiale.
À la fin de la guerre, une partie de la jeunesse s'est encore radicalisée et se sont trouvés en conflit avec le Conseil islamique. Ils ont ouvert leurs propres madrasas et le groupe Ansar Al-Sunna a ainsi émergé en 1998.
Depuis les années 2000, les conflits ne diminuent pas, que ce soit avec les chrétiens ou entre les différentes organisations musulmanes. Le rapport de force entre le Conseil des musulmans du Mozambique et le Congrès des musulmans du Mozambique reste le même, le premier étant de loin le moins nombreux (100 mosquées contre 5000), mais touchant plus de subventions. D'autre part, plusieurs ONG musulmanes sont actives au Mozambique, soutenues par l'Afrique du Sud ou le Koweït. L'Agence des Musulmans pour l'Afrique est la plus importantes d'entre elles. Venue à la fin du XXe siècle, elle y construit de nombreuses mosquées, changeant lentement mais sûrement la configuration de l'islam au Mozambique. Une université islamique a été fondée à Nampula en 2000, avec une antenne à Inhambane.

### Insurrection islamiste dans le nord du Mozambique
Depuis 2017, la province de Cabo Delgado connaît une insurrection islamiste. Ses combattants, que les locaux désignent sous le nom de shebab, a sans doute émergé du groupe salafiste, Ansar al-Sunna créé en 1998.
Le 5 octobre 2017, ce groupe a attaqué un commissariat et une caserne à Mocímboa da Praia et ont tenu la localité pendant quarante-huit heures. En mai 2018, il a attaqué un village et décapité 10 villageois, dont deux adolescents.
Pour la première fois, le 4 juin 2019, l’organisation État islamique (EI) y revendique une opération commise par sa « province d'Afrique centrale », sans toutefois que la preuve soit apportée à ce stade d'un lien réel entre les insurgés et l'EI.
Au total, depuis 2017, plus de 200 attaques auraient causé la mort d’au moins 500 personnes en novembre 2019 et le déplacement de dizaines de milliers d’autres. La fréquence des attaques a augmenté d’une moyenne de deux par mois en 2017 à douze en 2019. En avril 2020, le bilan humain est estimé à 900 morts. En août 2020, il est estimé à 1 500 tués et le conflit a provoqué le déplacement de plus de 200 000 personnes.
Le nombre des insurgés est estimé entre 300 et 1 500.
En novembre 2020, une autre attaque provoque la mort de plus de 50 personnes, la plupart étant des adolescents, retrouvés décapités. Selon l’ONG Armed Conflict Location & Event Data group, basée aux Etats-Unis, ces djihadistes ont fait au moins 2 000 morts et provoqué le déplacement de plus de 400 000 personnes depuis 2017.
Au conflit religieux s'ajoute l'hostilité historique entre populations mwani et macua (musulmanes) d’un côté, et makondé (chrétiens, qui s’étaient réfugiés à l’intérieur des terres pour échapper aux raids esclavagistes) de l’autre.

## Principales tendances actuelles

### Le courant wahhabite
Le Conselho Islâmico de Mocambique (CISLAMO) est une organisation wahhabite reconnue par le gouvernement et financée par l'Agence koweïtienne pour l'Afrique musulmane (AMA).